# Ипатово (городское поселение)
Городско́е поселе́ние Ипа́тово — упразднённое городское поселение в составе Ипатовского района Ставропольского края Российской Федерации.
Административный центр — город Ипатово.

## География
Находится в центральной части Ипатовского района.

## История
см. также Винодельная волость.
В 1924 году был образован Виноделенский сельский Совет под председательством участника Гражданской войны (на стороне красных) В. Т. Ниценко.
В 1925 году в Виноделенский сельсовет входили: с. Винодельное, х. Кочержинский.
1 мая 2017 года муниципальные образования Ипатовского района были объединены в Ипатовский городской округ.

## Население
| 1959    | 1970    | 1979    | 1989    | 2002    | 2010    | 2011    |
| ------- | ------- | ------- | ------- | ------- | ------- | ------- |
| 13 670  | ↗18 527 | ↗22 024 | ↗26 780 | ↗28 594 | ↘26 883 | ↘26 873 |
| 2012    | 2013    | 2014    | 2015    | 2016    | 2017    |         |
| ↘26 631 | ↘26 565 | ↘26 256 | ↘26 075 | ↘25 905 | ↘25 512 |         |

### Национальный состав
По итогам переписи населения 2010 года на территории поселения проживали следующие национальности (национальности менее 1 %, см. в сноске к строке «Другие»):
| Национальность | Численность | Процент |
| -------------- | ----------- | ------- |
| Русские        | 25 675      | 95,51   |
| Другие         | 1208        | 4,49    |
| Итого          | 26 883      | 100,00  |

## Состав поселения
| № | Населённый пункт | Тип населённого пункта        | Население |
| - | ---------------- | ----------------------------- | --------- |
| 1 | Бондаревский     | хутор                         | ↗603      |
| 2 | Водный           | хутор                         | ↗162      |
| 3 | Ипатово          | город, административный центр | ↘25 163   |
| 4 | Кочержинский     | хутор                         | ↗373      |

7 июля 1964 года из списка населённых пунктов исключён хутор Сидоренко как слившийся с селом Ипатово.

## Руководство
Городом руководили:
Председатели сельского Совета
- 1938-1940 г.г. - А.Топчев
- с 03.02.1943 г. - Катыгроб Аким Михайлович
- с 06.03.1943 г. - Омельничук
- с 17.05.1944 г. - Белый
- с 04.12.1944 г. - Лапико
- с 17.01.1946 г. - М.А.Клочко
- с 31.05.1946 г. - А.И.Соколов
- 21.10.1946 г. - 31.05.1948 г. - Пархоменко Фёдор Григорьевич
- 02.07.1948 г. - 23.09.1948 г. - Мануйло Иван Никифорович
- 23.09.1948 г. - 22.10.1954 г. - Семкин Стефан Зиновьевич
- 22.10.1954 г. - 07.03.1957 г. - Авраменко Александр Михайлович
- 07.03.1957 г. - 31.10.1958 г. - Калитурин Александр Иванович
- 31.10.1958 г. - 10.03.1959 г. - Баранов Андрей Семенович
- 10.03.1959 г. - 19.03.1965 г. - Перепилицын Владимир Ильич
- 19.03.1965 г. - 25.10.1972 г. - Тимченко Алексей Никонорович
- 25.10.1972 г. - 1975 г. - Фитисов Владимир Максимович
- 1975 -1979 г.г. - Гатило Виктор Алексеевич

Председатели горисполкома
- 03.12.1979 г.- 12.1989 г. - Гатило Виктор Алексеевич
- 12.1989 г. - 12.1991 г. - Зотов Василий Кириллович

Главы администрации
- 12.1991 г.- 02.1993 г. - Зотов Василий Кириллович
- 03.1993 г. - 03.1997 г. - Хистная Ольга Игоревна
- 01.1997 г. - 12.2000 г. - Попов Михаил Павлович
- 12.2000 г. - 01.2002 г. - Сидоренко Валерий Фёдорович
- 05.2002 г. - 12.2005 г. - Скорик Наталья Яковлевна
- 01.2006 г. - 04.2011 г. - Хистная Ольга Игоревна
- с 5 мая 2011 г. Иван Васильевич Литвинов

Главы городского поселения
- с 4 декабря 2005 года по настоящее Валерий Борисович Галактионов